# My Happiness (album de Powderfinger)
Pour les articles homonymes, voir My Happiness.
My Happiness est un titre du groupe de rock australien Powderfinger. Il a été produit le 21 août 2000 par le label Universal Music Australia comme le premier titre du quatrième album du groupe intitulé Odyssey Number Five.

## Description
Single ayant rencontré le plus de succès, il est apparu à la quatrième position sur l'Australian ARIA Singles Chart et entre aux États-Unis sur le Hot Modern Rock Tracks, la première chanson de Powderfinger à le faire. 
Le chanteur du groupe, Bernard Fanning écrit les paroles de My Happiness comme témoignage du temps qu'a passé le groupe en tournée promotionnelle et de la solitude qu'il a engendrée. Il a été inspiré par son amour du gospel et de la soul. Le reste du groupe compose la musique. En dépit de sa mélancolie, My Happiness est considéré par beaucoup comme une chanson d'amour, une suggestion que Fanning considère comme mystificatrice.
My Happiness est sorti en single avec My Kind of Scene en tant que face B de l'album. Cela a été un succès immédiat en Australie et en Nouvelle-Zélande. Il a remporté un prix ARIA Award et APRA Award et est arrivé en premier au Triple J Hottest 100 en 2000. 

## Production et contenu
Les paroles de My Happiness sont écrites par Bernard Fanning, le chanteur et auteur-compositeur de Powderfinger. Le reste du groupe est co-crédité pour avoir composé la musique. La chanson décrit les sentiments d'amour et de séparation ; Pennie Dennison a déclaré qu'il décrit « le pincement que vous ressentez quand vous passez du temps loin de celui que vous aimez ». Le temps excessif passé en tournée a pesé sur le groupe, c'est à la suite de cela que Fanning a écrit My Happiness. Ainsi, il s'exprime sur le fait qu'il ne comprenne pas que la chanson soit considérée comme romantique.

## Le clip
Le clip vidéo de My Happiness commence dans une gare (à l’arrêt Roma Street à Brisbane), avec un jeune garçon et une femme qui descendent d'un train. Une fois sortis du train, le jeune garçon se retourne pour essayer d'atteindre quelque chose mais la femme le retient. Le clip montre qu'il essaye d'attraper un slinky. Le slinky quitte aussi le train et passe devant Middleton qui est en train de jouer le morceau de musique sur le quai de gare.
Le slinky part à la recherche du garçon, il fait face à plusieurs obstacles, il manque de se faire écraser par des fruits mais aussi par un skateboard. Au milieu du clip, le slinky montre son chemin à travers une pièce où les musiciens sont en train de jouer My Happiness. Il reste sur le comptoir tandis que la musique continue. Les musiciens du groupe Powderfinger quittent la salle et Haug emporte le slinky avec lui. Il prend la voiture avec lui, mais celui-ci s'échappe de la voiture, à travers la fenêtre à cause d'un virage. Il retombe devant le portillon de la maison du jeune garçon qui le ramène avec lui. 
Ce clip a été créé par Fifty Fifty Films, qui a déjà collaboré avec le groupe Powderfinger pour d'autres clips. Il a été réalisé par Chris Applebaum et produit par Keeley Gould de A Band Apart, avec l'édition par Jeff Selis. Cameron Adams de The Courier Mail a rapporté que, à la suite de la diffusion de ce clip, les ventes de slinky ont augmenté de façon spectaculaire.

## Sortie et succès commercial
My Happiness est sorti en single en Australie, le 21 aout 2000. Lorsqu'on lui a demandé comment ils ont choisi la date de sortie, Fanning a dit en plaisantant « la date de sortie est programmée pour coïncider avec les Jeux olympiques de Sydney, alors que tout le public est ici ... ils peuvent aller dans HMV et l'écouter ». Au moment de la sortie du single, l'album précédent de la bande, Internationaliste, était toujours dans le top 50 sur le graphique ARIA Albums, 95 semaines après sa sortie,.
Leur single My Kind Of Scene a été récompensé en raison de son apparition dans la bande son originale du film Mission impossible 2. My Happiness est présent sur une compilation de Triple M intitulée Triple M's New Stuff, et dans une compilation Kerrang!, Kerrang! 2 The Album. My Happiness atteint la 4e place dans le classement des singles ARIA, donnant à Powderfinger une renommée nationale en Australie pendant 24 semaines.
Il est devenu numéro deux sur le Singles Chart de Queensland, et est resté numéro sept sur le Singles Chart de Nouvelle-Zélande, sur lequel il est présent pendant 23 semaines. My Happiness a été le premier single de Powderfinger à rentrer dans le classement de Modern Rock Tracks aux États-Unis.
La chanson a remporté leSingle de l'année à la cérémonie des ARIA de 2001, et la Chanson de l'année 2001 aux Awards APRA. En outre, My Happiness est en tête du classement de la Triple J Hottest en 2000, et est apparu sur la version CD de cette année. Un sondage des lecteurs du magazine Rolling Stone australien a nommé My Happiness chanson de l'année. 
My Happiness était la huitième chanson la plus jouée à la radio australienne en 2001.

## Critique
« My Happiness » a été un succès critiqué. Cameron Adams de The Herald Sun a écrit que My Happiness n'a pas déçu le public, Powderfinger est resté dans la tendance qui leur est propre et ont donné suite à leurs excellents premiers singles, citant Pick You Up et The Day You Come comme exemples. Il a également fait l'éloge de la chanson, en déclarant que « les versets sont presque en collision avec le chœur ». Adams a également exprimé sa surprise que My Kind of Scène n'ait été publié qu'en face B. Dhad Watson du Newcastle Herald décrit un mélange de guitare acoustique et électrique et « un chœur encore agréablement contagieux ». Malgré les louanges comme un « Big Rock AnthemTM », Richard Jinman du Sydney Morning Herald critique que My Happiness n'était pas aussi « fredonnable » que leurs derniers singles Passager ou These Days.
Devon Powers de PopMatters décrit ce nouveau morceau ainsi que leur chanson Waiting for the sun, comme un bruit de fond ennuyeux. Le Courrier du Soir a été d'accord ; il a convenu que ces chansons de « rock léger », aux notes luxuriantes, ont échoué à nous subjuguer. Dans sa critique très négative dans l'Odyssey Number Five, de Dean Carlson, Allmusic a remarqué l'un des meilleurs morceaux, grâce à leur riff, Powderfinger jouait avec talent, « mieux que la plupart des autres groupes de leur envergure ».
Adams a également apprécié le tremblement de la guitare de la chanson , et Christie Eliszer approuve le strumalong acoustique, mais l'annonceur Michael Duffy trouve que la chanson sonne comme « un morceau familier de désir guitare indie qui est poli mais encore gentillet » ; il a réservé ses louanges pour My Kind of Scene, qu'il a décrit comme leur meilleur titre depuis Internationalist. Darren Bunting a écrit dans le Hull Daily Mail que My Happiness était la meilleure chanson sur Odyssey Number Five, grâce à ce « chant qui nous enflamme, des paroles sincères et d'agréables sonorités de guitare ».

## Classement
| Chart                        | Peak position |
| ---------------------------- | ------------- |
| ARIA Singles Chart           | 4             |
| RIANZ Singles Chart          | 7             |
| Billboard Modern Rock Tracks | 23            |

## Récompenses
| Year | Organisation | Ceremony          | Award              | Result  |
| ---- | ------------ | ----------------- | ------------------ | ------- |
| 2000 | Triple J     | Hottest 100       | N/A                | #1      |
| 2001 | APRA         | APRA Awards       | Song of the Year   | Gagnant |
| 2001 | ARIA         | ARIA Music Awards | Single of the Year | Gagnant |

## Piste audio
1. My Happiness – 4:36
2. My Kind of Scene – 4:37
3. Nature Boy – 3:12
4. Odyssey #1 (Demo) – 4:09

## Musiciens
Powderfinger
- Bernard Fanning – voix et tambourin
- Darren Middleton – guitare et chœur
- Ian Haug – guitare
- John Collins – guitare basse
- Jon Coghill (en) – percussion et batterie

Production
- Nick DiDia – Producteur, ingénieur et mixeur
- Matt Voigt – Assistant ingénieur
- Anton Hagop – Assistant ingénieur
- Stewart Whitmore – Montage numérique
- Stephen Marcussen – Mastering
- Anton Hagop – Producteur assistant
- Kevin Wilkins – Directeur artistique et photographe